# Odo z Cluny
Svatý Odo z Cluny (* kolem roku 878 u Le Mans – 18. listopadu 942 v Tours) byl druhý opat benediktinského opatství Cluny. Byl iniciátorem clunyjské reformy klášterů. V roce 1407 byl svatořečen.

## Církevně-politické okolnosti
Válečné výpady Saracénů na jihu a loupežné výpravy Vikingů na severu Evropy se dotýkaly také církevních institucí. Desetiletí strádání a nouze vedly k duchovnímu úpadku klášterů a hrozilo jejich zesvětštění. Clunyjské hnutí, které ovlivnilo celou Evropu, mělo vliv i na politické dění: mnoho papežů a biskupů šířilo reformní myšlenky založené na tezích Odona z Cluny, jenž měl až do sporů o investituru hrát významnou roli ve vzniklém sporu mezi papežskou a císařskou mocí.

## Život
Odo byl nejprve panošem u dvora Viléma Akvitánského. Po svém vstupu do řádu svatého Benedikta roku 909 studoval v Tours a Paříži. Na kněze byl vysvěcen v benediktinském klášteře Baume-les-Messieurs.

### Duchovní činnost
Roku 925 byl jmenován třetím opatem kláštera Aurillac, později však tento úřad přenechal svému koadjutorovi a následníkovi Arnulfovi.
Po smrti prvního opata Berna převzal Odo v roce 927 výhradní řízení kláštera založeného roku 909, nebo 910, který do té doby Berno vedl. Dbal na přísné dodržování řádových regulí, zavedl naprostou disciplínu, příkaz mlčení a velmi přísnou askezi. Odo přes odpor klášterních hodnostářů, avšak se souhlasem šlechty a Svatého stolce, dosáhl toho, že mnoho klášterů bylo podřízeno clunyskému opatství. Tím velmi vzrostl vliv reformních myšlenek.

### Hudební činnost
Odo se vedle svých řádových povinností věnoval také hudbě, komponoval chorály a sepisoval hudebněteoretická pojednání, mj. Dialogus de musica, v němž zavádí dodnes platná písmena pro názvy tónů Euklidova diatonického tónového systému, které znal od Boethia.

## Hagiografie
Odonův svátek je 18. listopadu, bývá znázorňován jako opat s knihou při službě chudým. Je patronem hudebníků. Je také vzýván v modlitbách za déšť a proti suchu.

## Dílo
- Anne-Marie Bultot-Verleysen (vyd.): Vita sancti Geraldi Auriliacensis - Vita prolixior prima. Reihe: Subsidia Hagiographica No. 89, Édition critique, traduction française, introduction et commentaires; Société des Bollandistes, Bruxelles 1989, ISBN 2-87365-023-0.
- Dialogus de musica. In: Gerbert Scriptores. I, S. 251–264.